# Кошаркашки обруч
Кошаркашки обруч је специјално дизајниран обруч који се користи у кошарци. У почетку обруч је био једноделни комад метала а касније су развијени другачији обручи са бројним предностима.

## Карактеристике
Обруч је заправо круг унутрашњег пречника 450 - 459 mm. Дебљина метала од ког је направљен обруч 16 - 20 mm и најчешће је обојен наранџастом бојом. На обруч постоје и нитне на које се качи мрежица чија је сврха да успори лет лопте али да је не задржи.

## Историја
У почетку се обруч били повезани фиксном везом са металном плочом која се фиксирала на кошаркашку таблу. Тада се закуцавање сматрало неџентлменским и ретко се користило. Закуцавање код оваквих фиксних обруча је изазивале ломљење табле и савијање обруча што је утакмицу могло да продужи сатима. Међутим, 70-их година многи играчи пре свега у НБА-у попут Џулијуса Ирвинга су промовисали закуцавање својим летовима ка кошу и тако унели потребу за решењем ових проблема.
Тако се и развио обруч који се може благо савити када играч закуцава, а затим се враћа у хоризонтални положај након што га играч пусти из руку. Он дозвољава играчима да закуцавају без страха од ломљења табле и смањује ризик од повреда шаке. Први пут је коришћен на завршном турниру НЦАА лиге 1978. године. НБА га је почела користити 1979. године након што је Дерил Давкинс својим закуцавањима поломио две табле.

## Занимљивост
Иако је неколико људи тврдило да су они изумели ову врсту обруча, као званичан изумитељ проглашен је Артур Ехрат. Он је већину живота радио на силосу и готово да ништа није знао о кошарци. 1975. године његов рођак, иначе тренер на Универзитету Ст Луис, замолио га је у креирању обруча који би омогућио закуцавање. Користећи опругу од мотокултиватора, Артур је направио обруч који се могао савити и вратити у почетни положај. 1982. године додељен му је патент за овај изум, који је службено назван "савитљива справа за поготке у кошарци која спречава деформације.

## Наводи
1. ↑  PRO BASKETBALL - A Game Played Above the Rim, Above All Else - NYTimes.com
2. ↑  „The Lemelson Center for the Study of Invention & Innovation[[Категорија:Ботовски наслови]]”. Архивирано из оригинала 20. 07. 2008. г. Приступљено 10. 09. 2013. Сукоб URL—викивеза (помоћ)
3. ↑  „SI.com - College Basketball Blog: Breaking Away[[Категорија:Ботовски наслови]]”. Архивирано из оригинала 09. 06. 2012. г. Приступљено 10. 09. 2013. Сукоб URL—викивеза (помоћ)